# Tze-Chung Chen
Tze-Chung Chen (陳志忠; pinyin: Chén Zhìzhōng) (24 juni 1958) is een professioneel golfer uit Taiwan. Hij staat bekend als T.C. Chen. 

## Carrière
Chen werd in 1980 professional.  In 1982 deed Chen zijn eerste poging om een tourkaart te krijgen voor de PGA Tour via de Qualifying School. Dankzij een 4e plaats mocht hij als eerste Taiwanees aantreden op de PGA Tour van 1983. In 1985 eindigde hij bij het US Open op Oakland Hills op een gedeelde tweede plaats achter Andy North. In de eerste ronde scoorde hij op hole 2 een albatros, de eerste albatros in de geschiedenis van de US Open. Na twee rondes had hij een score van 134, na drie rondes 203 waarmee hij aan de leiding stond (met een score van -7). De laatste ronde speelde hij met Andy North, die op 205 stond. Op hole 5 liet Chen echter een quadruple bogey optekenen waardoor hij de leiding moest delen met Andy North. Chen bleef tot de laatste hole in de running voor de eindwinst, maar moest uiteindelijk toch vrede nemen met een gedeelde tweede plaats met de Canadees Dave Barr. Chen eindigde ook op de tweede plaats op de Kemper Open van 1983. Chen kende zijn beste jaar op de PGA Tour in 1987 met een 12e plaats op de Masters Tournament en winst op de Los Angeles Open. Chen speelde 131 toernooien op de PGA Tour, waarin hij 78 keer de cut haalde en 13 keer in de top 10 kon eindigen.
Vanaf 1990 speelde Chen voornamelijk in Azië. Hij speelde vooral op de Japanse Golf Tour, waar hij zes toernooien won.
Zijn oudere broer Tze-Ming Chen is ook een professional golfer.

## Overwinningen
| Jaar | Toernooi                             | Tour                                |
| ---- | ------------------------------------ | ----------------------------------- |
| 1981 | Sapporo Tokyu Open                   | Japan Golf Tour                     |
| 1984 | King Grapes Classic                  |                                     |
| 1985 | Dunlop International Open            | Japan Golf Tour & Asia Golf Circuit |
| 1985 | Maekyung Open                        | Asia Golf Circuit                   |
| 1987 | Los Angeles Open                     | PGA Tour                            |
| 1989 | Mercuries Taiwan Masters             |                                     |
| 1989 | Chang Hwa Open                       |                                     |
| 1989 | ROC PGA Championship                 |                                     |
| 1989 | Chang Kang Open                      |                                     |
| 1990 | Japan Chunichi Crown Open            |                                     |
| 1991 | Ube Kosan Open                       | Japan Golf Tour                     |
| 1991 | ROC PGA Championship                 |                                     |
| 1992 | Jun Classic                          | Japan Golf Tour                     |
| 1993 | Mitsubishi Galant Tournament         | Japan Golf Tour                     |
| 1993 | Daiwa KBC Augusta                    | Japan Golf Tour                     |
| 2015 | Iwasaki Shiratsuyu Senior Tournament | Japan PGA Senior Tour               |

## Resultaten op deMajors
| Major                 | 1983 | 1984 | 1985 | 1986 | 1987 | 1988 | 1989 |
| --------------------- | ---- | ---- | ---- | ---- | ---- | ---- | ---- |
| Masters Tournament    |      |      |      | T23  | T12  | T19  | 52   |
| U.S. Open             |      |      | T2   | T59  | CUT  | CUT  |      |
| The Open Championship |      |      |      |      | CUT  |      |      |
| PGA Championship      | 72   | CUT  | T23  |      | T47  |      |      |

CUT = miste de cut halverwege